# Giuseppe Riesgo
Giuseppe Ricardo Meneghetti Riesgo (Santa Maria, 10 de novembro de 1995) é advogado, ex-deputado estadual do Rio Grande do Sul e atual Secretário Municipal de Parcerias de Porto Alegre. Filiado ao Partido Novo (NOVO) desde 2017, é defensor da redução de impostos e simplificação da carga tributária, de um estado mais eficiente por meio de parcerias com a iniciativa privada, do combate a privilégios da elite do funcionalismo público. Atua com base em princípios do liberalismo clássico, com posicionamentos críticos à esquerda e à ampliação do Estado.

## Formação e atuação inicial
Giuseppe Riesgo é natural de Santa Maria, onde nasceu e cresceu. Desde jovem, demonstrou interesse por temas relacionados à política, influenciado por seu pai, Alberto dos Santos Riesgo, médico cirurgião torácico e conselheiro do Conselho Regional de Medicina do Rio Grande do Sul (CREMERS). Alberto faleceu em abril de 2025, aos 59 anos, vítima de uma doença degenerativa (Esclerose Lateral Amiotrófica), sendo uma influência central na formação de Giuseppe.
Riesgo formou-se em Direito pela Universidade Federal de Santa Maria (UFSM) em 2017 e possui pós-graduação em Liderança e Competitividade Global pela Universidade de Georgetown, em Washington D.C., além de Economia Austríaca pelo Instituto Mises Brasil. Durante a graduação, teve atuação ativa no movimento estudantil liberal. Fez parte, como secretário-geral, da primeira chapa do movimento liberal da UFSM eleita para o Diretório Acadêmico do curso de Direito e viabilizou a vitória da chapa "Libertas" para o DCE, também de orientação liberal, na mesma universidade. Ficou conhecido por suas críticas a professores identificados com a esquerda e suas posições contrárias ao socialismo, à ideologia de gênero e à politização universitária.
Foi presidente do Clube Farroupilha e coordenador regional em entre 2014 e 2015, estadual em 2016 e coordenador regional Sul em 2017 do Students for Liberty Brasil. Em 2014, fundou a Cervejaria Boca do Monte, voltada à produção de cerveja artesanal.
Em 2018, o ex-presidente Lula foi recepcionado na instituição pelo, à época, reitor da UFSM, Paulo Burmann. Por esse ato, Riesgo denunciou judicialmente o reitor que, na eleição de 2024, viria a ser seu adversário na eleição municipal de 2024. 
Sua primeira candidatura a deputado estadual, em 2018, foi viabilizada por essa rede de contatos oriunda do Clube Farroupilha, composta por jovens liberais que se organizaram de forma voluntária para estruturar a campanha. Sem padrinhos políticos, sem recursos do fundo eleitoral e com uma estrutura modesta, Riesgo foi eleito com 16.224 votos.

## Deputado estadual (2019–2022)
Durante seu mandato como deputado estadual, Giuseppe Riesgo adotou uma postura de austeridade na gestão dos recursos do gabinete. Não utilizou benefícios como diárias e motorista, e dos 16 cargos comissionados a que tinha direito, nomeou apenas seis. Também abriu mão de mais de 50% da verba de gabinete. Em consonância com essa conduta, não utilizou recursos do fundo eleitoral nas campanhas de 2018 e 2022, optando por financiamento exclusivo por meio de doações de pessoas físicas.
No Legislativo, foi crítico de aumentos de impostos estaduais e de reajustes salariais concedidos a servidores públicos. Junto ao deputado Fábio Ostermann, denunciou o recebimento de aposentadoria especial pelo então governador Eduardo Leite, mesmo após o benefício ter sido extinto por lei. O valor recebido girava em torno de R$ 20 mil mensais. A denúncia teve ampla repercussão e, após pressão da opinião pública, Leite renunciou ao benefício e devolveu os valores recebidos.
Durante a pandemia de COVID-19, Riesgo posicionou-se publicamente contra as políticas de lockdown adotadas no Rio Grande do Sul, criticando as medidas de fechamento total do comércio e de restrições amplas à circulação de pessoas, argumentando que geravam impactos econômicos e sociais negativos, especialmente para pequenos empreendedores.
Em 2020, Riesgo participou de ação judicial contra pagamentos considerados irregulares a conselheiros do Tribunal de Contas do Estado, ao lado de outros 15 parlamentares. A ação questionava a distribuição de R$ 1,2 milhão aos conselheiros Alexandre Postal, Iradir Pietroski e Marco Peixoto. Em fevereiro de 2025, a Justiça determinou a devolução dos valores aos cofres públicos.
Entre os projetos apresentados, destaca-se a PEC 294/2022, que tratava da reativação das ferrovias no Rio Grande do Sul. O objetivo era incentivar o transporte ferroviário de cargas e passageiros como alternativa logística e econômica para o estado.
Na eleição de 2022, Riesgo obteve 28.209 votos, um crescimento de 73,9% em relação à votação anterior. Apesar do aumento expressivo, não foi reeleito em razão do quociente eleitoral, já que o Partido Novo não conquistou votos suficientes para eleger dois deputados estaduais. Sem utilizar fundo eleitoral e com estrutura de campanha reduzida, enfrentou dificuldades para competir com candidatos apoiados por estruturas partidárias tradicionais e recursos públicos.

## Chefe de gabinete de Marcel Van Hattem (2023)
Em janeiro de 2023, recebeu o convite para assumir o cargo de chefe de gabinete do deputado federal Marcel van Hattem (NOVO) em Brasília, onde permaneceu até outubro do mesmo ano. Durante esse período, no início do terceiro governo Lula, o país vivenciou tensões institucionais envolvendo o Supremo Tribunal Federal (STF). Van Hattem se destacou como crítico das decisões do ministro Alexandre de Moraes, especialmente no que se refere às investigações e punições a aliados do ex-presidente Jair Bolsonaro. Giuseppe atuou nos bastidores dessas articulações, assessorando Van Hattem durante esse período de forte embate institucional.

## Eleições municipais de 2024
Em 2024, disputou pelo Partido Novo, a prefeitura de Santa Maria, sua cidade natal. Obteve 15.107 votos (10,5%), ficando em quarto lugar. Durante a campanha, foi retratado por adversários como "forasteiro", apesar de ser o único dos principais candidatos nascido na cidade. Adotou postura crítica à gestão tucana, destacando problemas urbanos como calçadas estreitas, ruas esburacadas, fiação desorganizada e a falta de oportunidades que levam jovens a migrar.
Inicialmente confirmado para liderar uma frente unificada da direita, viu o acordo ser rompido quando o PL lançou candidatura própria, utilizando o teto de R$1.2 milhão do fundo eleitoral. No segundo turno, declarou apoio ao candidato Rodrigo Décimo (PSDB), em oposição ao PT. Foi criticado por setores do eleitorado por sua coligação com o MDB, que justificou com base na experiência administrativa do partido.

## Atuação no Executivo
Em 1 de janeiro de 2025, tomou posse como Secretário Municipal de Parcerias de Porto Alegre, nomeado pelo prefeito Sebastião Melo (MDB), com quem havia sido colega na Assembleia Legislativa do RS, onde foram da Frente Parlamentar Contra Privilégios. Melo conhecia a atuação de Riesgo em defesa de parcerias público-privadas e o convidou para liderar a estrutura de concessões e PPPs da capital gaúcha.
Apesar de críticas de setores políticos por assumir uma função no Executivo da capital enquanto possuía base eleitoral no interior, Riesgo afirmou enxergar a função como uma oportunidade de implementar modelos inovadores de gestão que pudessem servir de referência para todo o Rio Grande do Sul. Segundo ele, Porto Alegre oferece um ambiente institucional e orçamentário mais robusto para a implementação de projetos estruturantes nas áreas de educação, saúde, meio ambiente e mobilidade.
Entre os principais projetos sob sua liderança estão:
- Manutenção da PPP da Iluminação Pública, com modernização total do parque de iluminação urbana; [24]
- Manutenção da Concessão administrativa do Auditório Araújo Vianna, considerado modelo de sucesso na realização de eventos culturais; [25]
- PPP da Escola Bem-Cuidada, com entrega prevista para 2025, para melhoria da infraestrutura escolar, com gestão privada de manutenção e serviços; [26]
- PPP dos Resíduos Sólidos, em estruturação, voltada à modernização da coleta de lixo e reciclagem;[26]
- Concessão da Usina do Gasômetro, voltada à valorização de um dos principais patrimônios culturais da cidade;[26]
- PPP do Hospital Materno Infantil Presidente Vargas, com previsão de construção de nova unidade hospitalar;[26]
- Programa Prefeitos de Praça, com dezenas de voluntários nomeados para zelar por praças e equipamentos públicos; [27]
- Programa de Adoção de Espaços Públicos, com destaque para a doação de churrasqueiras pelo Sport Club Internacional no Parque Marinha do Brasil. [28]

## Apoios e relações políticas
Riesgo possui relações próximas com lideranças do NOVO, como Marcel van Hattem, Felipe Camozzato e Fábio Ostermann. Durante a campanha municipal de 2024, recebeu apoio de Romeu Zema (governador de Minas Gerais), José Ivo Sartori e Germano Rigotto (ex-governadores do RS).